# شبيهة القلويات
شبيهة القلويات (الاسم العلمي: Paralcaligenes) هي جنس من البكتيريا، سلبية الغرام، تتبع فصيلة المقليات.